# Pyrrosia costata
Pyrrosia costata är en stensöteväxtart som först beskrevs av Karel Presl och Richard Henry Beddome och som fick sitt nu gällande namn av Motozi Tagawa och Kunio Iwatsuki.
Pyrrosia costata ingår i släktet Pyrrosia och familjen Polypodiaceae. Inga underarter finns listade i Catalogue of Life.